# Diósviszló
Diósviszló est un village et une commune du comitat de Baranya en Hongrie.

## Géographie
pl